# Розсішки (роз'їзд)
Розсішки — роз'їзд Шевченківської дирекції Одеської залізниці.
Розташований у селі Розсішки Уманського району Черкаської області між станціями Христинівка (7 км) та Умань (14 км).
Роз'їзд було відкрито 1925 року, під такою ж назвою, на вже існуючій лінії Козятин — Христинівка — Умань, відкритій 1890 року.
Зупиняються приміські дизель-поїзди сполученням Черкаси — Христинівка — Умань.